# Mitch Albom
Mitchel David Albom, detto Mitch (Trenton, 23 maggio 1958), è uno scrittore statunitense di best seller.
I suoi libri hanno venduto quasi 30 milioni di copie nel mondo e sono pubblicati in 41 Paesi. Vive attualmente in Michigan con la famiglia dove ha fondato 3 istituti filantropici.
Ha iniziato la sua carriera come pianista, lavorando anche in Europa, successivamente è diventato giornalista sportivo, attività che svolge tuttora per il Detroit Free Press.
Appare spesso in trasmissioni televisive e radiofoniche come giornalista sportivo.

## Curiosità
La nona puntata della ventunesima serie de "I Simpson", “I miei giovedì con Abe”, è una trasposizione del primo libro di grande successo di Albom e lo stesso Albom dà la voce al personaggio che lo rappresenta nel cartone.
Sempre nel film dei Simpson, verso la fine, le donne del club di libri litigano e si insultano. Una di queste dice "Voi cinque sarete le cinque persone che incontrerò all'inferno!", chiara allusione al libro di Albom "Le cinque persone che incontri in cielo".
Del libro "I miei martedì col professore" è stata realizzata anche una trasposizione televisiva con Hank Azaria e Jack Lemmon e anche una trasposizione teatrale adattata ad Aspettando Godot di Samuel Beckett.

## Opere
- 1997 Tuesdays with Morrie, traduzione di Francesca Bandel Dragone, I miei martedì col professore. La lezione più grande: la vita, la morte, l'amore, BUR, Milano 2000. ISBN 8817251844
- 2003 The Five People You Meet in Heaven, traduzione di A. Tissoni, Le cinque persone che incontri in cielo, BUR, Milano 2005. ISBN 8817006386
- 2006 For One More Day, traduzione G. Garbellini, Un giorno ancora, BUR, Milano 2008. ISBN 8817020311
- 2009 Have a Little Faith, traduzione Pier Paolo Palermo, La vita in un giorno, BUR, Milano 2010. ISBN 9788817044233
- 2012 The Time Keeper, traduzione Pier Paolo Palermo, L'uomo che voleva fermare il tempo, Rizzoli, Milano 2013. ISBN 8817071587
- 2013 The First Phone Call from Heaven, traduzione di Alessandra Orcese, Una telefonata dal paradiso, Rizzoli, Milano, 2015. ISBN 8817080276
- 2018 The Next Person You Meet in Heaven, traduzione di Giulia Balducci, La prossima persona che incontrerai in Cielo, Sperling & Kupfer, 2018. ISBN 8820067323
- 2019 Finding Chika, Chika, Sperling & Kupfer 2019. ISBN 882006846X